# The Austin Chronicle
The Austin Chronicle — альтернативная еженедельная газета, издаваемая по четвергам в Остине (Техас, США). Основана в 1981 году Ником Барбаро и Льюисом Блэком.
Является коммерческим учреждением, получаемым доход от рекламы. Газета поддерживает кандидатов на выборах, а её корреспонденты сверяются с официальными источниками.